# Two Kinds of Women
Pour le film de Colin Campbell, voir Une femme de tête (film, 1922).
Pour plus de détails, voir Fiche technique et Distribution.
Two Kinds of Women est un film américain réalisé par William C. de Mille, sorti en 1932.

## Fiche technique
- Titre : Two Kinds of Women
- Réalisation : William C. de Mille
- Scénario : Benjamin Glazer d'après la pièce de Robert E. Sherwood
- Photographie : Karl Struss
- Société de production : Paramount Pictures
- Pays de production : États-Unis
- Format : Noir et blanc - 1,37:1
- Genre : drame
- Durée : 75 minutes
- Date de sortie : 1932

## Distribution
- Miriam Hopkins : Emma Krull
- Phillips Holmes : Joseph Gresham Jr.
- Irving Pichel : Sénateur Krull
- Wynne Gibson : Phyllis Adrian
- James Crane : Joyce
- Stanley Fields : Harry Glassman
- Vivienne Osborne : Helen
- Stuart Erwin : Hauser
- Josephine Dunn : Clarissa Smith
- Robert Emmett O'Connor : Tim Gohagen